# Philippine Engelhard

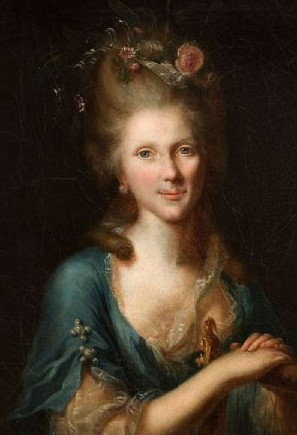
Johann Heinrich Tischbein der Ältere (1722–1789) – Philippine Engelhard (1780)

Magdalene Philippine Engelhard, geborene Gatterer (* 21. Oktober 1756 in Nürnberg; † 28. September 1831 in Blankenburg im Harz) war eine deutsche Dichterin.

## Leben
Philippine Gatterer war drittes Kind des 1759 an die Universität Göttingen berufenen Professors für Reichshistorie und Diplomatik Johann Christoph Gatterer und der Helene Barbara Gatterer, geborene Schubart. Ihr Bruder war der spätere Heidelberger Hochschullehrer Christoph Wilhelm Gatterer. Sie verlebte Kindheit und Jugend in Göttingen. Früh entwickelte sie literarische Interessen und half dem Vater in seiner Bibliothek bei Abschriften und für Vorlesungen.
Prägend für Philippine Gatterer waren das literarische und akademische Umfeld der Universität und der Umgang mit den Kollegen des Vaters und deren Familien, u. a. Christian Gottlob Heyne, Abraham Gotthelf Kästner, August Ludwig Schlözer und Georg Christoph Lichtenberg. Wichtige Anregungen erhielt sie durch die Kontakte mit den Studenten der Universität sowie durch Besuche von bedeutenden Wissenschaftlern und Persönlichkeiten im Elternhaus. Sie gehörte zu der Gruppe von Professorentöchtern in Göttingen, die als „Universitätsmamsellen“ in die Literatur eingingen und große Bekanntheit erlangten, darunter Caroline Schlegel geb. Michaelis, Meta Forkel-Liebeskind, geb. Wedeking und Dorothea Schlözer.
So machte sie 1778 die Bekanntschaft von Georg Forster, der in Briefen an sie auf ihre Dichtung einging. Ihre Jugendfreundin Therese Huber, Tochter von Christian Gottlob Heyne, die in erster Ehe mit Georg Forster verheiratet war, veröffentlichte ab 1827 als Redakteurin bzw. Mitarbeiterin des Morgenblatts für gebildete Stände im Verlag Johann Friedrich Cotta Prosafragmente von Philippine Gatterer.
Am 23. November 1780 heiratete sie Johann Philipp Engelhard, Geheimer Rat von Hessen-Kassel und Direktor des kurhessischen Kriegskollegiums, und wurde in Kassel wohnhaft. Der Wille, sowohl gute Hausfrau und Mutter als auch anerkannte Dichterin zu sein, war prägend für ihren langen Lebensabschnitt in der Residenzstadt. Philippine Engelhard blieb bis in das hohe Alter literarisch tätig und unterhielt u. a. Beziehungen zur Familie der Brüder Grimm, zu Achim von Arnim, Bettina von Arnim, Anton Matthias Sprickmann und Elisa von der Recke. Eine lebenslange intensive Freundschaft verband sie mit Charlotte von Einem.
Sie war Mutter von zehn Kindern, unter diesen Louise Wilhelmine, die 1809 den bedeutenden Magdeburger Unternehmer Johann Gottlob Nathusius heiratete und Stammmutter einer weitverzweigten Familie wurde.
Von ihren Nachkommen sind als Schriftstellerinnen und Publizisten zu nennen: Die Tochter Karoline Engelhard, der Enkel Philipp von Nathusius, der mit Marie Nathusius, geb. Scheele verheiratet war und dessen Enkelin Annemarie von Nathusius sowie Gatterers Ururenkelin Gabriele Reuter.
Am 28. September 1831 starb sie bei einem Besuch bei ihrer unverheiratet gebliebenen Tochter Caroline Philippine Helene Engelhard (* 25. Oktober 1781 in Kassel; † 14. September 1855 ebendort) an einem Schlaganfall nach einer Nierenentzündung. Sie wurde auf dem Friedhof von Blankenburg beigesetzt. Ihr Grabstein trug die Inschrift: „Liebend betrauert von zehn Kindern, acht Schwiegerkindern und 34 Enkeln. Hellen Geistes reifte sie zum ewigen Licht! Glücklich vor Tausenden und wert es zu sein.“ Das Grab existiert nicht mehr.

## Zur Dichtung von Philippine Engelhard

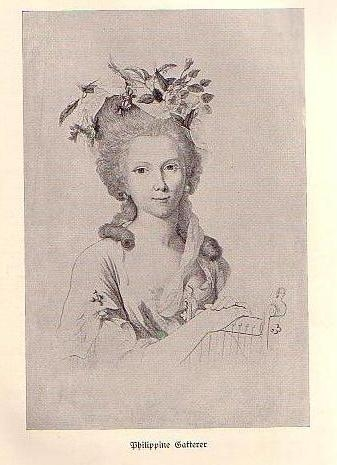
Philippine Engelhard

Philippine Engelhards dichterische Begabung wurde von Heinrich Christian Boie erkannt, der ab 1770 den
„Göttinger Musenalmanach“ herausgab und mit Johann Heinrich Voß und Ludwig Christoph Heinrich Hölty zum Göttinger Hainbund gehörte. Später wurde Gottfried August Bürger durch Vermittlung von Boie zum Mentor der Philippine, ohne aber wirklichen Einfluss auf ihre Dichtkunst und ihre Vorstellungen zu gewinnen. Auch in den Bemühungen um Veröffentlichungen ihrer Arbeiten blieb sie zeitlebens unabhängig und auf Eigeninitiative angewiesen.
In ihren frühen Gedichten ab 1773 werden der Einfluss neuer literarischer Strömungen aus England, Frankreich und Italien (Schäferpoesie, epische Gedichte), aber auch die Topoi des „neuen empfindsamen Seelen- und Naturkult(s)“ der Hainbund-Dichter sichtbar.
Ab 1776 erschienen von Philippine Engelhard im von Johann Heinrich Voß in Hamburg herausgegebenen Musenalmanach unter dem Decknamen „Rosalia“ die Gedichte „Lied“ und „An den Mond“ und in Bürgers Göttinger Musenalmanach 1780 unter dem Namen „Caroline“ die Gedichte „Der Talisman“, „An Louisen“, „An Adelheim“ und unter ihrem eigenen Namen „Die Liebesgötter“. Bekannte Gedichte sind auch die Gedichte von 1797 „Die strafende Stimme“ und „An das Klavier“. Beide erschienen unter ihrem Namen im Musenalmanach von 1797.
1778 wurde sie einem großen Publikum bekannt, als der Göttinger Verleger Johann Christian Dieterich das Bändchen „Gedichte“ mit vier Kupfern von Daniel Chodowiecki und mit fünf Vertonungen herausbrachte. Es wurde nach Rezensionen, u. a. in Friedrich Nicolais Allgemeiner Deutscher Bibliothek (1779), zu einem Verkaufserfolg.
Als charakteristisch für ihre Dichtung nennt die Sekundärliteratur zu Philippine Engelhard „Genie“ und „Natur“, die Schlüsselbegriffe der Sturm-und-Drang-Bewegung, die auch den Bruch mit metrischen Formen beinhalten. Ihre Dichtung gilt als Ausdruck eines ausgeprägten Selbstbewusstseins. Hervorgehoben wurden bereits in zeitgenössischen Urteilen die Lebhaftigkeit, der Humor und der Witz, die Offenherzigkeit und die Phantasie und nicht zuletzt der Ausdruck der Empfindung ihrer Dichtung.
Die späteren Gedichte nach ihrer Heirat und dem Wechsel des Wohnortes von Göttingen nach Kassel (1780) werden „als vom Last der Tradition und farbloser Bildung befreite subjektive Erfahrungs- und Erlebnisgedichte“ (Stummann-Bowert) beschrieben, die eine ganzheitliche, unerschrockene Wahrnehmung von Welt mitteilen und deshalb diese Gedichte bis heute unmittelbar gemacht haben.
Die zahlreichen Vertonungen ihrer Gedichte durch namhafte Komponisten – u. a. Carl Christian Agthe, Antonio Rosetti, Johann Abraham Sixt, Christian Friedrich Daniel Schubart und Johann Rudolph Zumsteeg – sind Beleg für die breite Wahrnehmung ihres dichterischen Schaffens und auch ihrer Popularität.
Nach ihrem Tod geriet Philippine Engelhard fast völlig in Vergessenheit. Erst neuere literaturwissenschaftliche Untersuchungen, besonders in den USA, wo z. B. ihr Gedicht „Mädchenklage“ mittlerweile zum Kanon germanistischer Studien gehört, aber auch einige wissenschaftliche Arbeiten in Deutschland erinnern seit den 1990er Jahren an Philippine Engelhard als eine der bedeutendsten deutschen Dichterinnen des 18. und des 19. Jahrhunderts.

## Werke
- Göttinger Musenalmanach auf das Jahr 1781. Hrsg. v. Gottfried Bürger. Göttingen 1781, S. 115 ff.
- Aus der Brieftasche eines Frauenzimmers. In: Magazin für Frauenzimmer. Neuntes Stück. Herbstmonat, Strasbourg 1782, S. 724–734.
- Gedichte. Zwote Sammlung. Mit 4 Kupfern, Göttingen 1782.
- Neujahrs-Geschenk für liebe Kinder. Cassel 1787.
- Neue Gedichte. Nürnberg 1821.
- Nach Paganini's Konzert. (Am Abend des 25. Mai 1830.). In: Kasselsche Allgemeine Zeitung Nr. 145 vom 26. Mai 1830, S. 740.
- Pierre-Jean de Béranger: Lieder. Nach dem Französischen treu übersetzt von Philippine Engelhard geborene Gatterer. Cassel 1830.

## Lebenszeugnisse
- Erich Ebstein (Hrsg.): Gottfried August Bürger und Philippine Gatterer : ein Briefwechsel aus Göttingens empfindsamer Zeit. Dieterich, Leipzig 1921, Digitalisat.
- Ruth Finckh (Hrsg., unter Mitarbeit von Roswitha Benedix,  Petra Mielcke, Ortrud Schaffer-Ottermann und Dagmar von Winterfeld): Das Universitätsmamsellen-Lesebuch. Fünf gelehrte Frauenzimmer, vorgestellt in eigenen Werken. Universitätsverlag Göttingen, Göttingen 2015, S. 31–109, ISBN 978-3-86395-243-3, Digitalisat.